# Perutz Glacier
Perutz Glacier är en glaciär i Antarktis. Den ligger i Västantarktis. Argentina, Chile och Storbritannien gör anspråk på området. Perutz Glacier ligger 301 meter över havet.
Terrängen runt Perutz Glacier är bergig norrut, men söderut är den kuperad. Perutz Glacier ligger nere i en dal. Trakten är obefolkad. Det finns inga samhällen i närheten.